# Ли Даоюань
Ли Даоюа́нь (кит. трад. 郦道元, 466 или 472 — 527) — китайский географ времен империи Северная Вэй.

## Биография
Родился на территории современной провинции Хэбэй. Получил классическое образование. Сначала служил при местных правительствах, впоследствии перебрался в столицу Лоян. В рамках своих чиновничьих обязанностей путешествовал по северному Китаю, в основном землями на территории современных провинций Хэнань, Шаньдун, Шаньси и Цзяньсу. В 527 году стал участником придворных интриг, в результате чего был арестован и казнен.

## Творчество
Ли Даоюань является автором географического произведения «Комментарии к „Книге Вод“», который описывает более 1252 рек и ручьев Китая. Основу книги составили собственные наблюдения, а также изучение старинных текстов. Она богата историческими свидетельствами, которые нигде больше не сохранились.
Ли Даоюань собрал также немало народных легенд, поверий и даже строчки из песен. Его труды ценили такие поэты как Лю Цзунъюань и Су Ши.